# Ravenna Women Football Club 2018-2019
Questa voce raccoglie le informazioni riguardanti il Ravenna Women Football Club nelle competizioni ufficiali della stagione 2018-2019.

## Stagione
Il 27 novembre 2018 il titolo dell'U.S.D. San Zaccaria è stato attribuito alla società Ravenna Women F.C. S.S.D., posseduta dal Ravenna Football Club 1913.

## Divise e sponsor
Pur essendo inizialmente rimasta iscritta al campionato con la storica denominazione San Zaccaria, grazie alla rinnovata collaborazione con il Ravenna maschile la squadra si schiera in campo con la medesima tenuta da gioco. Il fornitore tecnico per la stagione 2018-2019 è Macron, mentre lo sponsor ufficiale di maglia è Sapir.
| Casa | Trasferta | Terza divisa |

## Organigramma societario
Organi sociali come da sito Football.it, aggiornati al 6 novembre 2018
Area amministrativa
- Presidente: Rinaldo Macori
- Direttore Generale: Fausto Lorenzini
- Direttore Sportivo: Artemio Scardicchio
- Segretario: Cinzia Branzanti

Area tecnica
- Allenatore: Roberto Piras

## Rosa
Rosa e ruoli come da sito Football.it aggiornati al 6 novembre 2018. I numeri di maglia variano durante il campionato.
| N. |                        | Ruolo | Calciatore          |
| -- | ---------------------- | ----- | ------------------- |
|    | Italia (bandiera)      | P     | Francesca Cicci     |
|    | Italia (bandiera)      | P     | Matilde Copetti     |
|    | Italia (bandiera)      | P     | Lucia Ghidetti      |
|    | Italia (bandiera)      | D     | Chiara Balladelli   |
|    | Francia (bandiera)     | D     | Coline Bouby        |
|    | Stati Uniti (bandiera) | D     | Mariah Cameron      |
|    | Italia (bandiera)      | D     | Silvia Cinque       |
|    | Italia (bandiera)      | C     | Giulia Colini       |
|    | Italia (bandiera)      | D     | Linda Giovagnoli    |
|    | Italia (bandiera)      | C     | Alice Greppi        |
|    | Italia (bandiera)      | C     | Melany Amadori      |
|    | Italia (bandiera)      | C     | Francesca Barbaresi |

| N. |                      | Ruolo | Calciatore          |
| -- | -------------------- | ----- | ------------------- |
|    | Italia (bandiera)    | C     | Anita Carrozzi      |
|    | Italia (bandiera)    | C     | Francesca Ercolani  |
|    | Italia (bandiera)    | C     | Greta Raggi         |
|    | Italia (bandiera)    | A     | Giada Burbassi      |
|    | Italia (bandiera)    | A     | Simona Cimatti      |
|    | Italia (bandiera)    | A     | Giorgia Filippi     |
|    | Finlandia (bandiera) | A     | Annika Haanpää      |
|    | Italia (bandiera)    | A     | Valentina Matteucci |
|    | Italia (bandiera)    | A     | Arianna Montecucco  |
|    | Italia (bandiera)    | A     | Valentina Pelloni   |
|    | Italia (bandiera)    | A     | Azzurra Principi    |

## Calciomercato

### Sessione estiva
| Acquisti | Acquisti           | Acquisti                 | Acquisti   |
| R.       | Nome               | da                       | Modalità   |
| -------- | ------------------ | ------------------------ | ---------- |
| P        | Matilde Copetti    | Tavagnacco               |            |
| D        | Coline Bouby       | AGSM Verona              | definitivo |
| D        | Mariah Cameron     | San Francisco Nighthawks |            |
| A        | Simona Cimatti     | San Marino               |            |
| A        | Arianna Montecucco | Valpolicella             | svincolata |

| Cessioni | Cessioni             | Cessioni           | Cessioni   |
| R.       | Nome                 | a                  | Modalità   |
| -------- | -------------------- | ------------------ | ---------- |
| P        | Emma Guidi           | Roma CF            | definitivo |
| P        | Amanda Tampieri      | ASPTT Albi         | definitivo |
| D        | Ilaria Alunno        | Verona             | definitivo |
| D        | Ginevra Costantino   | Florentia S.G.     | definitivo |
| D        | Paola Cuciniello     | Castelvecchio      | definitivo |
| D        | Félicité Hamidouche  |                    | svincolata |
| D        | Raffaella Manieri    | Milan              | definitivo |
| D        | Sara Quadrelli       |                    | svincolata |
| D        | Linda Tucceri Cimini | Milan              | definitivo |
| C        | Erika Campesi        | Verona             | definitivo |
| C        | Emma Errico          | Tavagnacco         | definitivo |
| C        | Asia Muratori        | Castelvecchio      | definitivo |
| A        | Giulia Baldini       | San Marino Academy | svincolata |
| A        | Linda Casadio        | Castelvecchio      | definitivo |
| A        | Francesca Pittaccio  | Pink Sport Time    | definitivo |
| A        | Luisa Pugnali        | Roma               | definitivo |

### Operazioni esterne alle sessioni
| Acquisti | Acquisti       | Acquisti | Acquisti   |
| R.       | Nome           | da       | Modalità   |
| -------- | -------------- | -------- | ---------- |
| A        | Annika Haanpää | TPS      | definitivo |

| Cessioni | Cessioni       | Cessioni   | Cessioni |
| R.       | Nome           | a          | Modalità |
| -------- | -------------- | ---------- | -------- |
| P        | Lucia Ghidetti | San Marino |          |

## Risultati

### Serie B

#### Girone di andata
| Arbitro: | Fabio Catani (Fermo) |

|                |           |             |
| Montecucco 45’ | Marcatori | 35’ Schiavo |

| Arbitro: | Emilio Zanotti (Pavia) |

|                   |           |             |
| Colini 46’ (aut.) | Marcatori | 30’ Filippi |

| Arbitro: | William Villa (Rimini) |

|                                                |           |             |
| Montecucco 23’ Cimatti 37’ (rig.) Carrozzi 47’ | Marcatori | 78’ Beleffi |

| Arbitro: | Simone Pistarelli (Fermo) |

|  |           |                                        |
|  | Marcatori | 36’ (aut.) Baracchi 80’ (rig.) Cimatti |

| Arbitro: | Duzel (Castelfranco Veneto) |

|                                      |           |                                   |
| Filippi 30’ (rig.), 50’ Burbassi 77’ | Marcatori | 25’ Longoni 45’ (rig.) Gramolelli |

| Arbitro: | Persichini (Lanciano) |

|  |           |                                               |
|  | Marcatori | 18’ Cameron 43’ (rig.) Montecucco 90’ Cimatti |

| Arbitro: | Bordin (Bassano del Grappa) |

|                                           |           |  |
| Burbassi 44’ Filippi 54’, 90’ Cimatti 77’ | Marcatori |  |

| Arbitro: | Pistarelli (Fermo) |

|                                                         |           |  |
| Filippi 5’, 43’, 50’ Cimatti 45’ Burbassi 70’, 72’, 80’ | Marcatori |  |

| Arbitro: | Scarpa (Collegno) |

|              |           |                    |
| Gelmetti 30’ | Marcatori | 86’ (rig.) Cimatti |

| Arbitro: | Zucchetti (Foligno) |

|                           |           |                                 |
| Barbaresi 30’ Filippi 68’ | Marcatori | 6’ Regazzoli 80’, 85’ Marinelli |

| Arbitro: | Caldera (Como) |

|                         |           |              |
| Papaleo 68’, 71’ (rig.) | Marcatori | 7’ Barbaresi |

#### Girone di ritorno
| Arbitro: | Scatena (Avezzano) |

|             |           |                  |
| Piovani 42’ | Marcatori | 61’, 86’ Cimatti |

| Arbitro: | Bergamin (Castelfranco Veneto) |

|  |           |          |
|  | Marcatori | 74’ Cama |

| Arbitro: | Giacometti (Gubbio) |

|             |           |                     |
| Petralia 5’ | Marcatori | 71’, 80’ Montecucco |

| Arbitro: | Lovison (Padova) |

|                         |           |  |
| Filippi 19’ Cimatti 49’ | Marcatori |  |

| Arbitro: | Lovison (Padova) |

|               |           |             |
| Brambilla 23’ | Marcatori | 65’ Cimatti |

| Arbitro: | Catanoso (Reggio Calabria) |

|                     |           |  |
| Montecucco 17’, 75’ | Marcatori |  |

| Arbitro: | Finzi (Foligno) |

|               |           |                                        |
| Palombi 90+4’ | Marcatori | 38’ Cimatti 61’ Carrozzi 66’ Barbaresi |

| Arbitro: | Ursini (Pescara) |

|  |           |                                                                    |
|  | Marcatori | 19’, 60’ Cimatti 28’, 40’ Montecucco 30’ Filippi 62’, 70’ Burbassi |

| Arbitro: | Bianchini (Perugia) |

|                                             |           |  |
| Cimatti 57’ Filippi 52’ Pecchini 73’ (aut.) | Marcatori |  |

| Arbitro: | Finzi (Foligno) |

|                                                                  |           |  |
| Regazzoli 7’, 40’, 81’ Marinelli 9’, 11’ Pandini 31’ Brustia 72’ | Marcatori |  |

| Arbitro: | Schiavon (Treviso) |

|                            |           |                  |
| Filippi 47’ Montecucco 64’ | Marcatori | 74’, 76’ Papaleo |

### Coppa Italia
| Arbitro: | Galipò (Firenze) |

|                          |           |              |
| Burbassi 47’ Cimatti 50’ | Marcatori | 72’ Gelmetti |

| Arbitro: | Sfira (Pordenone) |

|                            |           |                         |
| De Vincenzi 10’ Yeboaa 48’ | Marcatori | 56’ Cimatti 80’ Filippi |

| Arbitro: | Bianchini (Terni) |

|               |           |                               |
| Montecucco 6’ | Marcatori | 41’ Rus 53’ Pasini 74’ Wagner |

## Statistiche

### Statistiche di squadra
| Competizione | Punti | In casa | In casa | In casa | In casa | In casa | In casa | In trasferta | In trasferta | In trasferta | In trasferta | In trasferta | In trasferta | Totale | Totale | Totale | Totale | Totale | Totale | DR  |
| Competizione | Punti | G       | V       | N       | P       | Gf      | Gs      | G            | V            | N            | P            | Gf           | Gs           | G      | V      | N      | P      | Gf     | Gs     | DR  |
| ------------ | ----- | ------- | ------- | ------- | ------- | ------- | ------- | ------------ | ------------ | ------------ | ------------ | ------------ | ------------ | ------ | ------ | ------ | ------ | ------ | ------ | --- |
| Serie B      | 44    | 11      | 7       | 2       | 2       | 29      | 10      | 11           | 6            | 3            | 2            | 23           | 15           | 22     | 13     | 5      | 4      | 52     | 25     | +27 |
| Coppa Italia | -     | 2       | 1       | 0       | 1       | 3       | 4       | 1            | 0            | 1            | 0            | 2            | 2            | 3      | 1      | 1      | 1      | 5      | 6      | -1  |
| Totale       | -     | 13      | 8       | 2       | 3       | 32      | 14      | 12           | 6            | 4            | 2            | 25           | 17           | 25     | 14     | 6      | 5      | 57     | 31     | +26 |

### Andamento in campionato
| Giornata  | 1 | 2 | 3 | 4 | 5 | 6 | 7 | 8 | 9 | 10 | 11 | 12 | 13 | 14 | 15 | 16 | 17 | 18 | 19 | 20 | 21 | 22 |
| --------- | - | - | - | - | - | - | - | - | - | -- | -- | -- | -- | -- | -- | -- | -- | -- | -- | -- | -- | -- |
| Luogo     | C | T | C | T | C | T | C | C | T | C  | T  | T  | C  | T  | C  | T  | C  | T  | T  | C  | T  | C  |
| Risultato | N | N | V | V | V | V | V | V | N | P  | P  | V  | P  | V  | V  | N  | V  | V  | V  | V  | P  | N  |
| Posizione | 8 | 9 | 4 | 3 | 3 | 3 | 2 | 2 | 2 | 3  | 3  | 3  | 3  | 3  | 3  | 4  | 4  | 3  | 3  | 3  | 3  | 3  |

Legenda:

Luogo: C = Casa; T = Trasferta. Risultato: V = Vittoria; N = Pareggio; P = Sconfitta.

### Statistiche delle giocatrici
| Giocatore     | Serie B  | Serie B | Serie B     | Serie B    | Coppa Italia | Coppa Italia | Coppa Italia | Coppa Italia | Totale   | Totale | Totale      | Totale     |
| Giocatore     | Presenze | Reti    | Ammonizioni | Espulsioni | Presenze     | Reti         | Ammonizioni  | Espulsioni   | Presenze | Reti   | Ammonizioni | Espulsioni |
| ------------- | -------- | ------- | ----------- | ---------- | ------------ | ------------ | ------------ | ------------ | -------- | ------ | ----------- | ---------- |
| M. Amadori    | 0        | 0       | 0           | 0          | 1            | 0            | 0            | 0            | 1        | 0      | 0           | 0          |
| C. Balladelli | 1        | 0       | 0           | 0          | -            | -            | -            | -            | 1        | 0      | 0           | 0          |
| F. Barbaresi  | 22       | 3       | 2           | 0          | 3            | 0            | 0            | 0            | 25       | 3      | 2           | 0          |
| C. Bouby      | 20       | 0       | 2           | 0          | 3            | 0            | 0            | 0            | 23       | 0      | 2           | 0          |
| G. Burbassi   | 22       | 7       | 2           | 0          | 3            | 1            | 0            | 0            | 25       | 8      | 2           | 0          |
| M. Cameron    | 22       | 1       | 0           | 0          | 2            | 0            | 0            | 0            | 24       | 1      | 0           | 0          |
| A. Carrozzi   | 15       | 2       | 1           | 0          | 3            | 0            | 0            | 0            | 18       | 2      | 1           | 0          |
| F. Cicci      | 2        | 0       | 0           | 0          | 0            | 0            | 0            | 0            | 2        | 0      | 0           | 0          |
| S. Cimatti    | 22       | 14      | 0           | 0          | 2            | 2            | 0            | 0            | 24       | 16     | 0           | 0          |
| S. Cinque     | 17       | 0       | 1           | 0          | 3            | 0            | 0            | 0            | 20       | 0      | 1           | 0          |
| G. Colini     | 18       | 0       | 3           | 0          | 3            | 0            | 0            | 0            | 21       | 0      | 3           | 0          |
| M. Copetti    | 22       | -25     | 1           | 0          | 3            | -6           | 0            | 0            | 25       | -31    | 1           | 0          |
| F. Ercolani   | -        | -       | -           | -          | 1            | 0            | 0            | 0            | 1        | 0      | 0           | 0          |
| G. Filippi    | 22       | 13      | 4           | 0          | 3            | 1            | 0            | 0            | 25       | 14     | 4           | 0          |
| L. Ghidetti   | 0        | 0       | 0           | 0          | 0            | 0            | 0            | 0            | 0        | 0      | 0           | 0          |
| L. Giovagnoli | 12       | 0       | 0           | 0          | 2            | 0            | 0            | 0            | 14       | 0      | 0           | 0          |
| A. Greppi     | 20       | 0       | 2           | 0          | 3            | 0            | 0            | 0            | 23       | 0      | 2           | 0          |
| A. Haanpää    | 17       | 0       | 0           | 0          | 1            | 0            | 0            | 0            | 18       | 0      | 0           | 0          |
| V. Matteucci  | 2        | 0       | 0           | 0          | -            | -            | -            | -            | 2        | 0      | 0           | 0          |
| A. Montecucco | 21       | 10      | 1           | 0          | 3            | 1            | 0            | 0            | 24       | 11     | 1           | 0          |
| V. Pelloni    | 2        | 0       | 0           | 0          | 0            | 0            | 0            | 0            | 2        | 0      | 0           | 0          |
| A. Principi   | 0        | 0       | 0           | 0          | 0            | 0            | 0            | 0            | 0        | 0      | 0           | 0          |
| G. Raggi      | 15       | 0       | 1           | 0          | 2            | 0            | 0            | 0            | 17       | 0      | 1           | 0          |